# Simon & Marcy
〈Simon & Marcy〉는 카툰 네트워크의 애니메이션 시리즈 《핀과 제이크의 어드벤처 타임》의 다섯 번째 시즌 열네 번째 에피소드이다. 대한민국 방영 명칭은 〈사이먼과 마르셀린〉이다. 콜 산체스, 리베카 슈거, 애덤 무토가 스토리보드를 맡았고, 패트릭 맥헤일, 켄트 오즈번, 펜들턴 워드가 각본을 담당했다. 2013년 3월 25일 네 번째 시즌의 에피소드 〈I Remember You〉와 함께 30분 스페셜로 첫 방영되었다.

## 줄거리

### 배경
작품 내에서 마르셀린은 천 년을 산 뱀파이어이다. 얼음 대왕은 우 랜드의 공주들을 자주 납치하는 악당이지만, 어딘가 이상한 행동을 보인다. 네 번째 시즌의 〈I Remember You〉에서는 마르셀린과 얼음 대왕이 핵 전쟁인 버섯 전쟁(Mushroom War)이 일어나기 전 서로 아는 사이였다는 사실이 밝혀진다.

### 전개
마르셀린의 집에서 농구를 하던 중, 핀과 제이크는 마르셀린이 얼음 대왕을 집에 초대한 것을 보고 그 이유를 묻는다. 마르셀린은 사실 얼음 대왕이 평범한 인간 사이먼 페트리코브(Simon Petrikov)였을 때부터 서로 알고 있었다는 사실을 밝힌다.
996년 전, 의문의 버섯 전쟁으로 인해 문명은 파괴된다. 사이먼과 마르셀린은 엉망이 된 도시 사이를 함께 떠돈다. 덤불 속에서 부스럭거리는 소리를 들은 사이먼은 마르셀린을 대피시킨 채 얼음 왕관을 쓴다. 왕관을 쓴 사이먼은 마법의 힘이 생기지만 동시에 잠시 정신이 나가게 된다. 사이먼은 마법의 힘으로 덤불 속에서 나온 사슴을 얼리고, 마르셀린은 헛소리를 해대는 사이먼의 왕관을 머리에서 치운다. 사이먼은 다시는 왕관을 쓰지 않겠다고 약속을 한다. 그날 밤, 마르셀린은 감기에 걸리고 사이먼은 약을 구하기로 결심한다.
다음날 사이먼은 마르셀린에게 먹일 닭고기 수프를 구하러 다닌다. 도시 속에서 슈퍼마켓을 발견하여 들어가지만 그 안에서 정체불명의 생명체를 발견한다. 생명체를 처리한 둘은 바깥으로 나오고, 다리 위에 있는 푸드 트럭을 발견한다. 그러나 사실 트럭은 조갬뷸런스(Clambulance, 클램뷸런스)였고, 차 밑에 있던 괴물들을 발견한다. 사이먼은 차를 다리 밑으로 떨어뜨리고, 차에서는 사이렌이 울리기 시작한다. 소리를 듣고 괴물들이 몰려오기 시작하고, 사이먼은 왕관을 쓴 채 노래를 부르며 눈으로 괴물들을 무찌른다. 왕관을 벗은 후 사이먼은 정신을 차리고, 풍선껌같이 생긴 분홍색 생명체로부터 닭고기 수프 캔을 받는다. 수프를 먹은 마르셀린은 사이먼에게 사랑한다고 말하지만, 사이먼은 마르셀린을 건터(Gunter)라고 부른다.
현재로 돌아와 마르셀린은 자신의 이야기를 마치고, 핀과 제이크는 놀라지만 얼음 대왕은 이해를 하지 못한다. 마르셀린은 어린 마르셀린과 사이먼이 그 뒤로 행복하게 살았다고 말한 뒤, 여전히 자기 자신이 누군지 기억하지 못하는 얼음 대왕을 쳐다본다.

## 제작
〈Simon & Marcy〉는 콜 산체스와 리베카 슈거가 스토리보드 작가로 참여했으며, 패트릭 맥헤일(Patrick McHale), 켄트 오즈번, 펜들턴 워드가 각본을 맡았다. 예술 감독은 닉 제닝스(Nick Jennings), 슈퍼바이징 감독은 네이트 캐시(Nate Cash)이다. 이 에피소드는 리베카 슈거가 스토리보드 작가로 마지막으로 참여한 에피소드이다. 슈거는 《스티븐 유니버스》 제작에 집중하기 위해 《어드벤처 타임》 제작을 그만두었다. 슈거는 두 작품 모두 동시에 참여하고 싶었지만, 작업량이 너무 많아진 탓에 그만둘 수 밖에 없었다고 설명했다. 슈거에 따르면 애덤 무토 또한 ‘추가적인 장면’ 제작에 큰 도움을 주었다고 밝혔다. 덧붙여 “제작진 모두가 이 특별 편을 만들기 위해 고생했다.”라고 언급했다.
이 에피소드에서는 에이바 에이커스가 어린 마르셀린의 성우를 맡았다. 에이커스는 세 번째 시즌 〈Memory of a Memory〉에 잠시 출연한 적이 있다. 또한 이 편에서는 시트콤 《치어스》의 주제가로 잘 알려진 게리 포트노이의 〈Where Everybody Knows Your Name〉이 등장하였다. 슈거의 아버지인 롭(Rob)에 따르면, 초기에 이 곡은 단순히 임시로 쓰였다고 밝혔다. 후에 무토는 《미스터 벨버디어》의 주제가 〈According to Our New Arrivals〉 또한 최종 에피소드에 쓰일 곡 후보 중 하나였다고 밝혔다.

## 반응

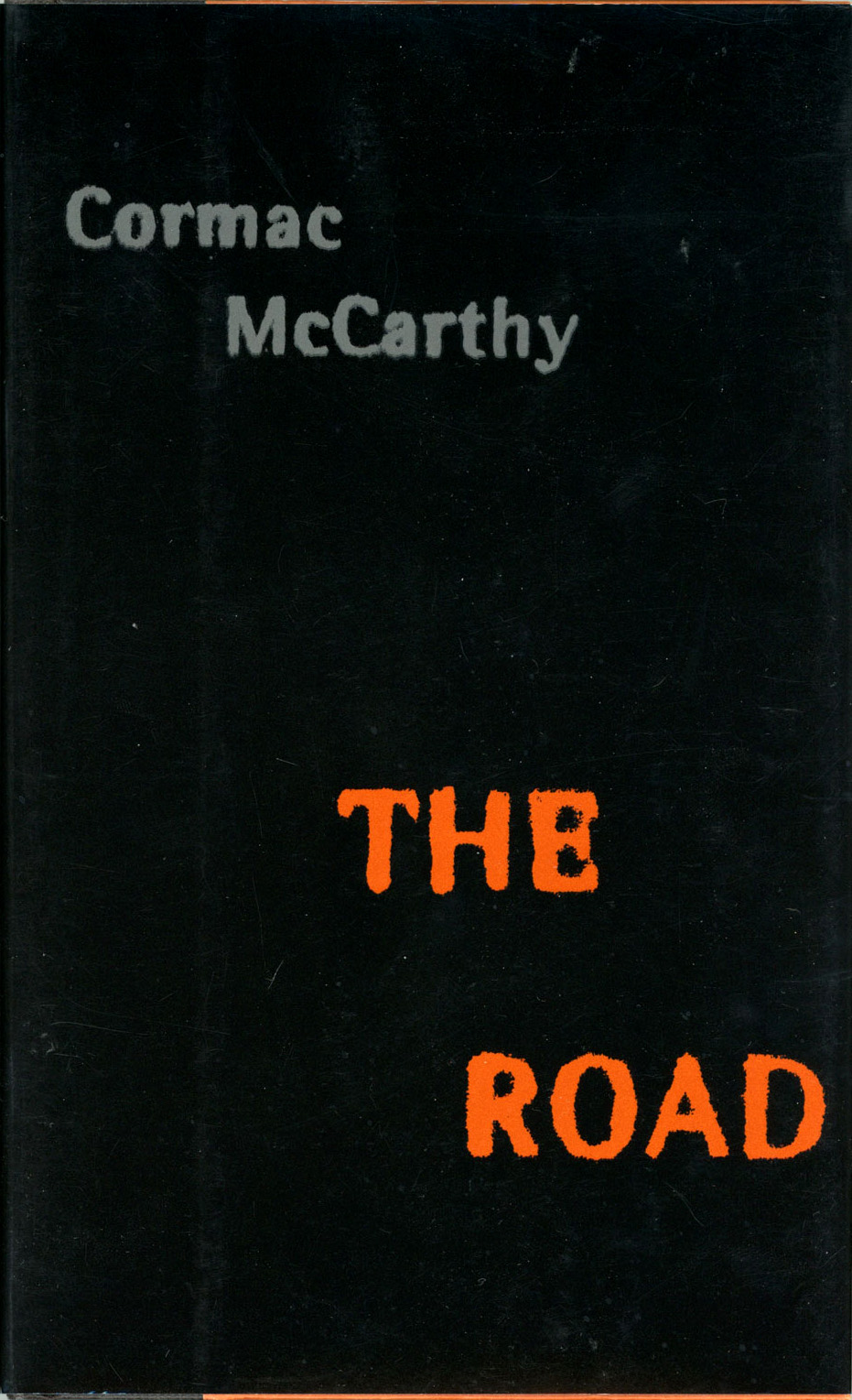
인디와이어의 에릭 콘은 이 에피소드의 줄거리를 코맥 매카시의 소설 《로드》와 비교하였다.

〈Simon & Marcy〉는 2013년 3월 25일 〈I Remember You〉와 함께 30분 스페셜로 첫 방영되었다. 260만 명의 시청자 수를 기록했으며, 해당 시간대 18세부터 49세 시청자 중 0.6%가 시청하였다. 2013년에는 DVD 《Jake the Dad》를 통해 첫 실물 출시되었다.
《디 A.V. 클럽》의 올리버 사바(Oliver Sava)는 ‘A’ 등급을 매기면서 “모든 것이 사라진 세계에서 집을 찾는 얘기를 다루었다.”라고 말했다. 또한 에피소드가 진지한 이야기와 코미디의 균형을 잘 맞추었다고 평했다. 특히 사이먼이 클램뷸런스를 다리 밑으로 떨어뜨리는 장면은 어두운 분위기를 잠시 밝게 만드는데 도움이 되었다고 말했다. 이후 사바는 다른 글에서 ‘《어드벤처 타임》의 특이함’ 밑에 깔려있는 ‘감정적인 복잡성’을 표현한 10개의 에피소드 중 하나로 이 편을 꼽았다. TV.com에서는 “짜증나는 악당 중 하나인 얼음 대왕을 텔레비전에서 가장 비극적인 인물로 바꾸었다는 점이 상당히 놀랍다.”라고 언급했다. 뿐만 아니라 《치어스》의 주제가를 이용한 것은 ‘상당히 가슴 아팠다.’라고 표현했다.
방영 직후 인디와이어(IndieWire)의 에릭 콘(Eric Kohn)은 “《어드벤처 타임》이 현재 TV에서 최고의 SF 프로그램인 이유”라는 기사를 작성했다. 콘은 돌연변이 생명체가 등장하고, 제정신이 아닌 인물이 등장하는 부분이 코맥 매카시의 소설 《로드》와 유사하다고 말했다. 끝으로 “특유의 어리석음에 대한 조화를 고수하면서 에피소드의 주제를 고려하려는 의지는 작품을 경이로운 장르로 바꾼다.”라고 말을 마쳤다. MTV Geek의 켄드라 벨트런(Kendra Beltran)은 에피소드가 “얼음 대왕과 마르셀린의 과거를 당신의 심장 깊숙이 끌고 들어가 마음을 뒤틀었다.”라고 말했다. 결말에 대해서는 “충격적이었고, 계속해서 마르셀린의 과거가 떠올랐다.”라고 밝혔다. 또한 에피소드가 《어드벤처 타임》의 에피소드 중 가장 감동적이었다고 칭찬했다.
이 에피소드는 제65회 프라임타임 에미상 ‘뛰어난 단편 형식 애니메이션 프로그램’(Outstanding Short-Format Animated Program)의 후보에 올랐지만, 수상에는 실패하였다.